# Masyw Chełmca

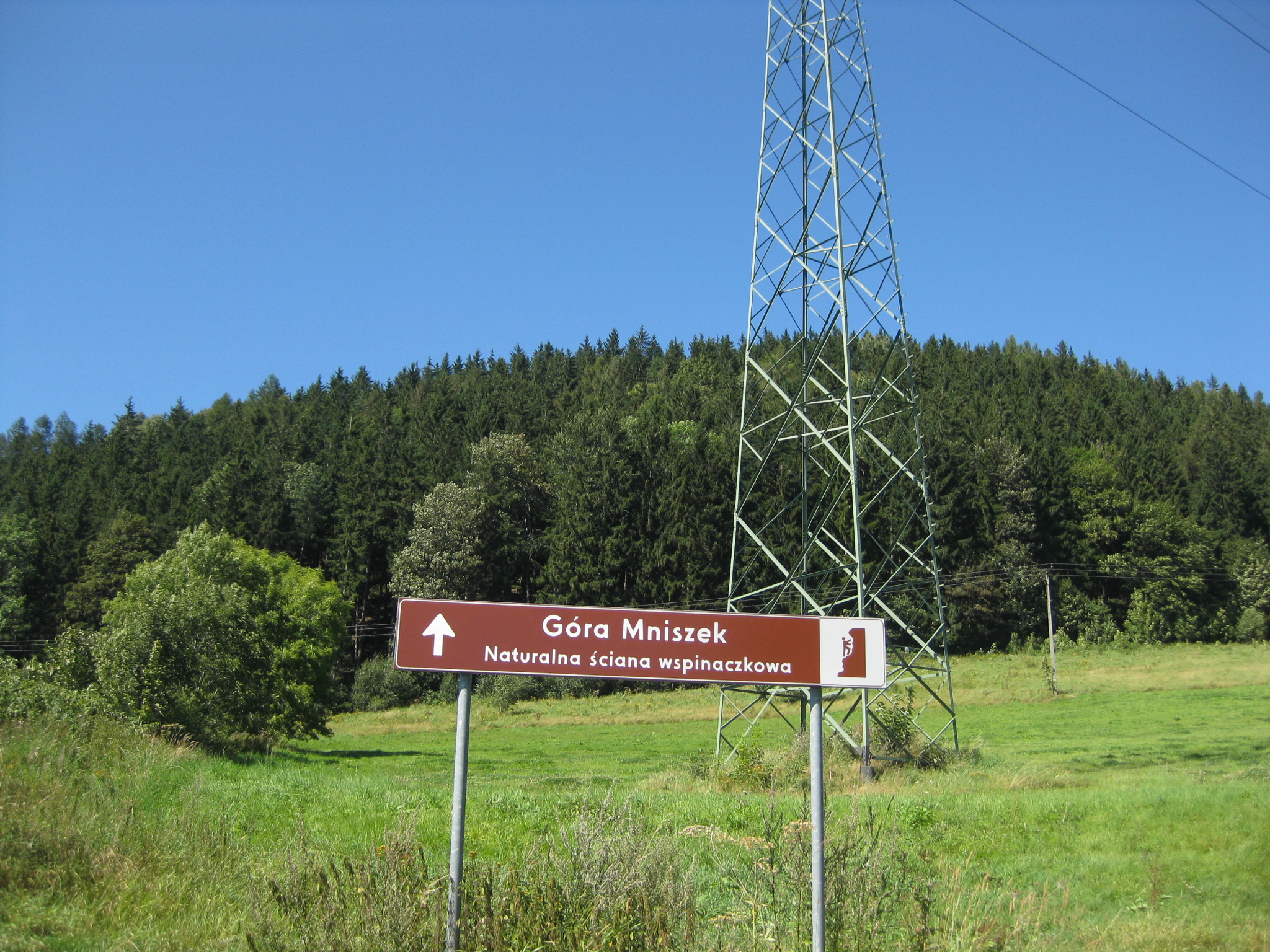
Mniszek

Masyw Chełmca (zasięg przybliżony) w Górach Wałbrzyskich, ukształtowanie powierzchni z warstwicami + zasięg jednostek ewidencyjnych

Masyw Chełmca – masyw górski w południowo-zachodniej Polsce, w Sudetach Środkowych, w Górach Wałbrzyskich.

## Położenie
Masyw Chełmca położony jest w obrębie Obszaru Chronionego Krajobrazu Kopuły Chełmca, Trójgarbu i Krzyżowej Góry k. Strzegomia, na zachód od centrum Wałbrzycha, w środkowej części Gór Wałbrzyskich. Stanowi masyw oddzielnego pasma, ciągnącego się na północny zachód, od Gór Suchych, aż po Masyw Trójgarbu i Krąglaka. Od strony wschodniej Kotliną Wałbrzyską oddzielony jest od Gór Czarnych, na południu od Gór Kamiennych oddzielony jest rzeką Lesk, w kierunku północnym masyw przechodzi w Pogórze Wałbrzyskie, a na północnym zachodzie łączy się z Masywem Trójgarbu.

## Charakterystyka
Masyw Chełmca stanowi najwyraźniejszy i najciekawszy, samodzielny człon, będący charakterystyczną kulminacją Gór Wałbrzyskich. Swoją niezależność zawdzięcza wulkanizmowi. Zbocza masywu wznoszą się stromo w kierunku szczytu Chełmca, górującego ponad 400 metrów nad okolicą i stanowiącego zwornik grzbietów. Odchodzi od niego kilka małych grzbietów. Masyw stanowi fizycznogeograficzną podjednostkę Gór Wałbrzyskich. Charakteryzują go stożkowo-kopulaste wzniesienia o stromych zboczach: Chełmiec (851 m), Chełmiec Mały (776 m), Mniszek (711 m). Najwyższym wzniesieniem masywu jest Chełmiec. Cały masyw wziął nazwę właśnie od tego szczytu.

### Rzeźba
Jest to urzeźbiony, zwarty masyw o charakterystycznej linii grzbietowej, którego zbocza w niżej położonych partiach rozczłonkowane są dolinami, które oddzielają wzniesienia oraz małe grzbiety. Grzbiet główny masywu przecięty jest płytką przełęczą.

### Budowa
Masyw leży w północnej części niecki śródsudeckiej. Na oderwanym i wypiętrzonym fragmencie formacji skalnej Masywu Czeskiego w dolnym karbonie osadziły się grube warstwy zlepieńców, należących do facji kulmu. W karbonie górnym powstały naprzemianległe warstwy zlepieńców, piaskowców, łupków i pokładów węgla kamiennego. W karbonie górnym z głębi ziemi intrudowały kwaśne magmy, które zastygły pod ówczesną powierzchnią ziemi w formie lakkolitu w kształcie bochenka chleba, wciśniętego między starsze utwory skalne. Obecnie tworzą one porfiry budujące Chełmiec i jego apofizę – Mniszek. Warstwy osadów karbońskich są generalnie nachylone ku środkowi niecki śródsudeckiej, natomiast w rejonie intruzji Chełmca zostały podniesione i zapadają koncentrycznie na zewnątrz. Po wyniesieniu obszar ten podlegał erozji, aż ukazały się na powierzchni ziemi skały subwulkaniczne. Jako twardsze od skał osadowych tworzą one strome zbocza poszczególnych masywów. Ostateczny wygląd obszar ten otrzymał w okresie epoki lodowcowej.
Jest to urzeźbiony masyw o ciekawej budowie geologicznej, zbudowany z czerwonych karbońskich porfirów, występują również skały osadowe, w których znajdują się pokłady węgla kamiennego. Na stokach występują osadowe warstwy karbońskie, w które wdarła się wypływająca lawa i wyniosła je w stronę powierzchni. Na obszarze masywu występują otwarte fałdy poprzeczne, będące efektem późniejszych ruchów fałdowych.

### Krajobraz
Masyw swój krajobraz zawdzięcza wulkanicznej przeszłości. Przedstawia krajobraz niskich gór z różnorodną rzeźbą terenu. Część przedgórska jest pofałdowana z niewielkimi wzniesieniami i dolinami, a zbocza ponacinane są małymi dolinami. Obok uprzemysłowionych dolin wyrastają strome wzniesienia. Rzeźbę masywu kształtują wyniesione zalesione szczyty z wyraźnym podkreśleniem zboczy, najwyższe wzniesienia nie przekraczają 860 m n.p.m. Większość środkowego obszaru, w którym położone są wzniesienia, zajmuje zwarty las świerkowy regla dolnego z domieszką drzew liściastych. Obrzeża pokrywają górskie łąki, pola uprawne i częściowo nieużytki, a niżej położone partie zajmują zurbanizowane tereny. Krajobraz jest częściowo przeobrażony, o znacznie zurbanizowanych obrzeżach masywu. Pierwotny charakter krajobrazu w większości został zachowany w środkowej części masywu. Na obrzeżach masywu krajobraz przeobrażony o silnie zurbanizowanych dolinach.

### Klimat
Położenie fizycznogeograficzne oraz pobliskie pasma gór osłaniających częściowo masyw sprawiają, że nad masywem ścierają się masy powietrzne, wpływające na kształtowanie się typów pogody i zjawisk atmosferycznych tego mikroregionu. Klimat masywu łączy w sobie cechy klimatu typu podgórskiego i górskiego co odznacza się specyficznym, surowszym klimatem. Pod względem termicznym obszar masywu jest chłodniejszy od innych obszarów sudeckich. Cechą charakterystyczną klimatu masywu jest wysoka roczna wilgotność względna, która waha się pomiędzy 80 a 82%. Klimat panujący w środkowej części masywu jest typowym górskim klimatem, charakteryzującym się wysokimi opadami, niską średnią temperaturą i długo zalegającą pokrywą śnieżną. Zimy są mroźne, a średnie temperatury zimą porównywalne są do temperatur wyższych gór. Opadom często towarzyszą gwałtowne burze z wyładowaniami. Średnia roczna temperatura w waha się w granicach 4–5 °C. Najwyższa średnia temperatura notowana jest w lipcu i wynosi 13–15 °C, najchłodniejszym miesiącem jest styczeń, temperatura waha się między −3 a −4 °C. Wysokie opady, niskie roczne temperatury specyficzne położenie, wysokość względna sprzyjają przyrodzie typu górskiego.

## Wody
Masyw należy do zlewiska Morza Bałtyckiego, położony jest w dorzeczu Odry. Największą rzeką zbierającą swoimi dopływami wody z północno-zachodnich zboczy jest Czyżynka, ze wschodnich zboczy wody zbierane są przez dopływy Pełcznicy. Obie rzeki są prawobrzeżnymi dopływami Strzegomki. Południowe zbocze odwadniają dopływy Leska, prawego dopływu Bobru.

## Przyroda
W szczytowych partiach znajdują się stanowiska chronionych gatunków:
- flory: śnieżycy wiosennej, wawrzynka wilcze łyko, pierwiosnka wyniosłego
- fauny: kruka, włochatki, sóweczki, muchołówki małej, gila, ryjówki aksamitnej, ryjówki malutkiej, ropuchy szarej, traszki górskiej i zwyczajnej. Na Chełmcu stwierdzono także stanowisko puchacza.

## Miejscowości
W obrębie masywu położone są miejscowości: Wałbrzych, Boguszów-Gorce (m.in. część miasta o nazwie Chełmiec), Szczawno-Zdrój, Jabłów, Lubomin.